# Antiope (Teletext)

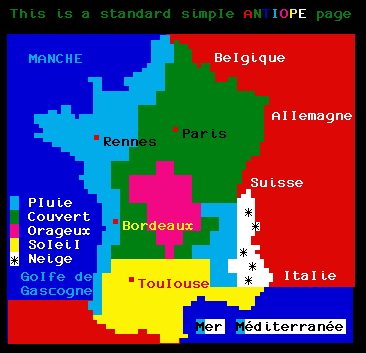
Teletext-Seite nach Antiope-Standard mit der Wettervorhersage, Anfang 1980er Jahre

ANTIOPE (franz. acquisition numerique et television d’images organisees en pages d’ecriture, dt. „digitale Erfassung und Fernsehübertragung von in Schriftseiten zusammengestellten Bildern“) ist die nach der antiken Gestalt der Antiope benannte französische Teletext-Norm.
Dieses System wurde in Frankreich zu Anfang der 1980er Jahre eingeführt. Damit gab es im damaligen Europa zwei verschiedene Standards für Teletext. Einmal das Prinzip des UK-Teletextes Ceefax, welches an die Zeilen in der Austastlücke gebunden ist, und zum anderen das zeilenungebundene Antiope-Didon-System in Frankreich.
Durchsetzen konnte sich bis Ende der 1980er Jahre das britische Prinzip. Selbst Frankreich hat sein Antiope-System inzwischen zum britischen System kompatibel gemacht, das wegen seiner Verbreitung heute zumeist als WST (World System Teletext) bezeichnet wird.